# Ладдонія (Міссурі)
Ладдонія (англ. Laddonia) — місто (англ. city) в США, в окрузі Одрейн штату Міссурі. Населення — 502 особи (2020).

## Географія
Ладдонія розташована за координатами 39°14′34″ пн. ш. 91°38′33″ зх. д. / 39.24278° пн. ш. 91.64250° зх. д. (39.242798, -91.642566).  За даними Бюро перепису населення США в 2010 році місто мало площу 1,70 км², з яких 1,69 км² — суходіл та 0,00 км² — водойми.

## Демографія
Згідно з переписом 2010 року, у місті мешкало 513 осіб у 226 домогосподарствах у складі 140 родин. Густота населення становила 302 особи/км².  Було 274 помешкання (162/км²).
Расовий склад населення:
| - 98,8 % — білих - 0,6 % — корінних американців - 0,4 % — чорних або афроамериканців |

До двох чи більше рас належало 0,2 %. Частка іспаномовних становила 0,4 % від усіх жителів.
За віковим діапазоном населення розподілялося таким чином: 22,4 % — особи молодші 18 років, 60,6 % — особи у віці 18—64 років, 17,0 % — особи у віці 65 років та старші. Медіана віку мешканця становила 44,4 року. На 100 осіб жіночої статі у місті припадало 94,3 чоловіків;  на 100 жінок у віці від 18 років та старших — 97,0 чоловіків також старших 18 років.
Середній дохід на одне домашнє господарство  становив 38 128 доларів США (медіана — 26 250), а середній дохід на одну сім'ю — 46 635 доларів (медіана — 37 031). Медіана доходів становила 30 795 доларів для чоловіків та 30 469 доларів для жінок. За межею бідності перебувало 26,2 % осіб, у тому числі 39,3 % дітей у віці до 18 років та 11,7 % осіб у віці 65 років та старших.
Цивільне працевлаштоване населення становило 218 осіб. Основні галузі зайнятості: освіта, охорона здоров'я та соціальна допомога — 22,9 %, роздрібна торгівля — 15,6 %, виробництво — 11,9 %, будівництво — 10,6 %.